# Oswald Bär (Mediziner, 1482)
Oswald Bär (latinisiert Oswaldus Beerus; * 1482 in Brixen; † 1567 in Basel) war ein Mediziner, Hochschullehrer und Stadtarzt.

## Leben
Bär studierte an den Universitäten Wien und Freiburg im Breisgau und war 1509 als Lehrer an der Lateinschule Schlettstadt tätig. Wahrscheinlich 1510 kam er nach Basel, wo er seine Studien fortsetzte und 1512 zum Dr. med. promoviert wurde. 1513 berief ihn die Universität Basel zum ordentlichen Professor der Medizin. 1528 wurde er zusätzlich Basler Stadtarzt. 1534 berief ihn die Universität Basel, nach der Einrichtung eines weiteren Lehrstuhls, zum Professor der (übergeordneten) praktischen Medizin. In den Jahren 1532, 1544 und 1550 stand Bär als Rektor der Universität Basel vor.
Bär führte die erste öffentliche Anatomie der Welt im Jahre 1531 in Basel durch.